# Tupolev Tu-124
O Tupolev Tu-124 (Designação OTAN: Cookpot) foi um avião comercial bimotor de curto alcance para 56 passageiros construído na União Soviética.

## Projeto e desenvolvimento

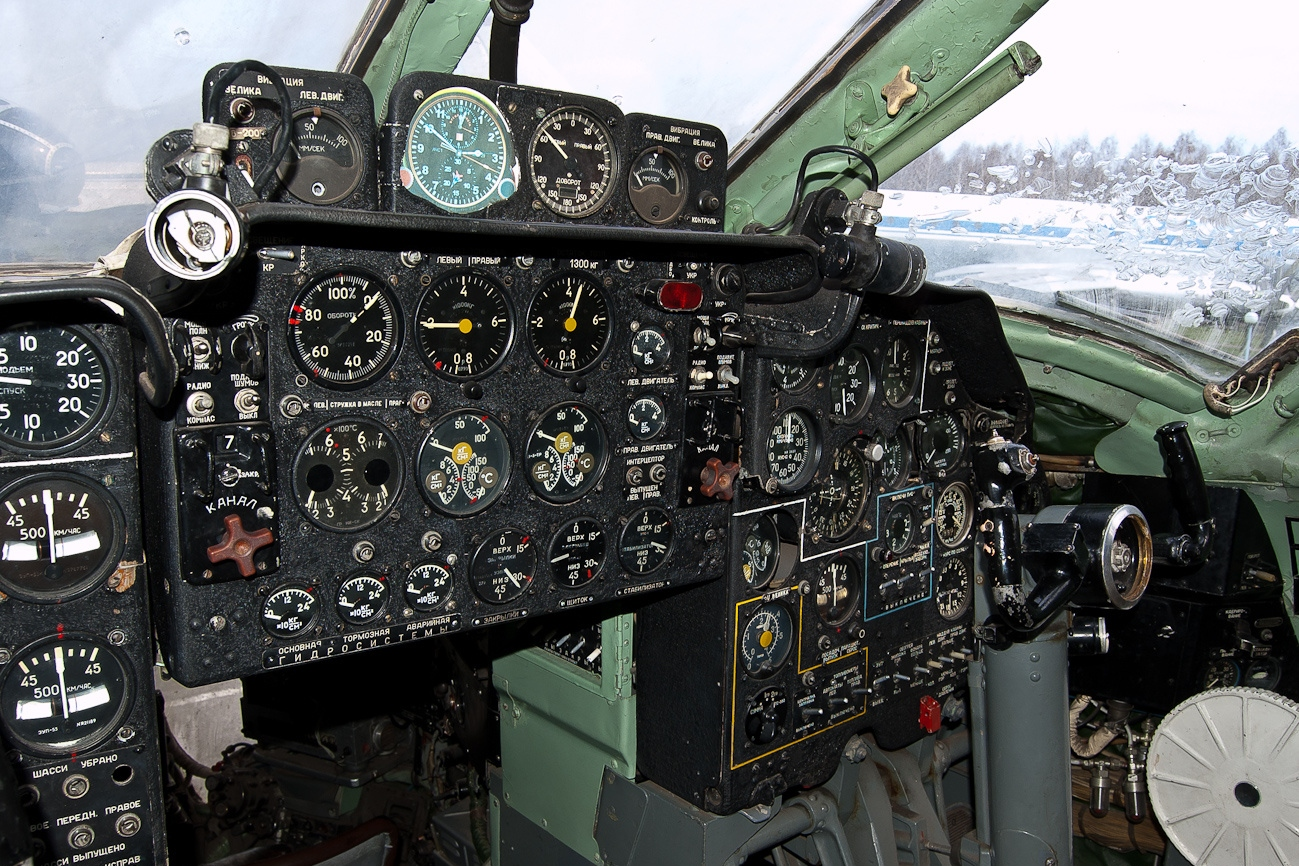
Interior de uma aeronave Tupolev Tu-124Sh.

Desenvolvido a partir do avião de médio alcance Tupolev Tu-104, o Tu-124 foi pensado para atingir o requisito da Aeroflot para um avião comercial regional para substituir o Ilyushin Il-14 nas rotas domésticas. Lembrando um Tu-104 a uma escala de 75%, era difícil dizer a distância qual era a aeronave, mas o Tu-124 não era uma cópia completa do Tu-104. O Tu-124 tinha várias melhorias, como flaps de dois slots, um freio aerodinâmico central e spoilers automáticos. Diferentemente do Tu-104, o bordo de ataque da asa próximo ao trem de pouso não era enflechado.
O Tu-124 manteve o páraquedas para ser usado em um pouso de emergência ou em uma superfície de baixo atrito, tendo também pneus de baixa pressão para auxiliar na operação em pistas não pavimentadas. Assim como no Tu-104, os motores eram integrados na asa, mas os motores turbofan eram mais eficientes. A localização dos motores aumentava a vibração, o que afetava o conforto dos passageiros e a vida útil da asa devido fadiga.
A configuração padrão era de 44 assentos. O primeiro protótipo, SSSR-45000 (C/N 0350101) fez seu primeiro voo do aeródromo de Zhukovsky em 24 de Março de 1960. O segundo protótipo, SSSR-45001 (C/N 0350102), em Junho de 1960. Outras duas estruturas foram montadas para testes estáticos. Os testes foram bem sucedidos e a aeronave entrou em produção na Fábrica nº 135 em Kharkov, Ucrânia, substituindo o Tu-104 em produção. As entregas para a Aeroflot iniciaram em Agosto de 1962, com o tipo operando seu primeiro serviço regular de passageiro, entre Moscou e Tallinn, Estonia, no dia 2 de Outubro de 1962.

## Histórico operacional

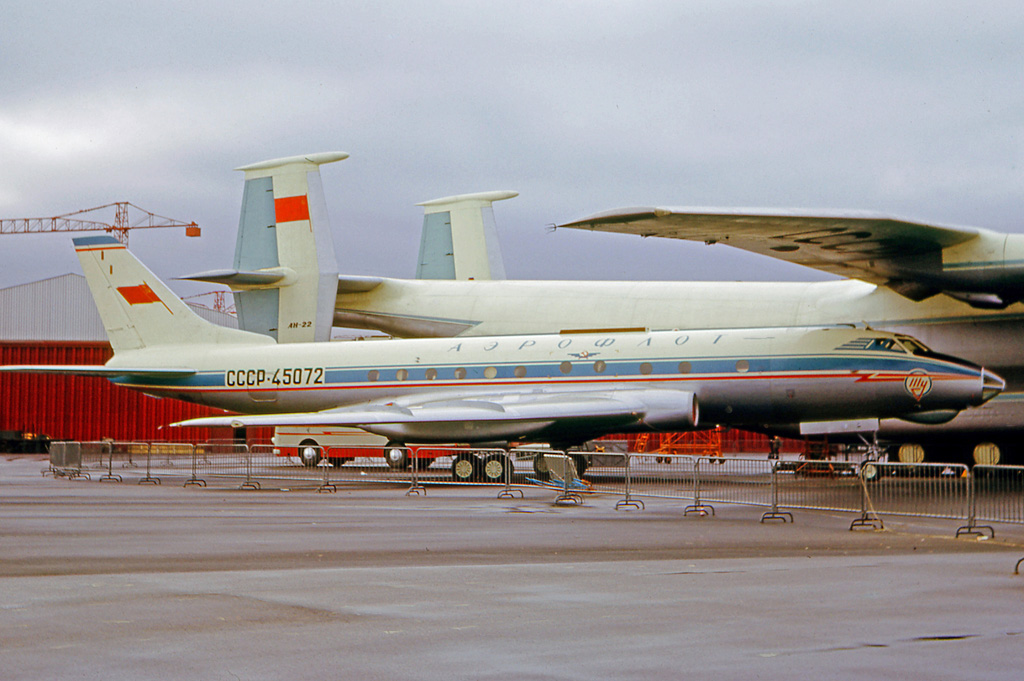
Tupolev Tu-124V da Aeroflot em 1965

A Aeroflot ficou impressionada com o desempenho de voo do Tu-124 e o utilizou em suas rotas domésticas a partir do fim de 1962.
A versão melhorada Tu-124V, acomodava 56 passageiros ao invés de 44 do modelo original e tinha um maior alcance e peso máximo de decolagem também maior, entrando em serviço em 1964. Um  Tu-124V da Aeroflot foi exibido no Show Aéreo de Paris em 1965. Apesar do baixo custo de comrpa da aeronave (US$1,45 milhões em 1965) e baixos custos operacionais, poucos foram exportados, sendo a Československé Státní Aerolinie (ČSA) e a Interflug as únicas operadoras civis além da Aeroflot, apesar da ČSA ter vendido seus Tu-124 para a Iraqi Airways a serem usados em voos VIP em 1973. A Interflug usou seus três Tu-124 como uma alternativa para o Ilyushin Il-62, quando foram suspensos devido a problemas mecânicos. Todos os três foram vendidos de volta à União Soviética em 1975.
Outras três aeronaves foram construídas em 1966 em uma configuração VIP, designado Tu-124K. Entretanto, a Aeroflot nunca as colocou em serviço, sendo posteriormente compradas pela Força Aérea Indiana.
Algumas outras foram vendidas para usuários militares, incluindo a Força Aérea Soviética que os utilizava como treinadores para navegeadores e a Força Aérea do Exército Popular de Libertação.
Um total de 164 Tu-124 foram produzidos. Problemas com a segurança do Tu-104 afetaram a reputação do Tu-124, apesar da confiabilidade do Tu-124 ser pouco melhor. A produção foi encerrada em 1965 e a Aeroflot aposentou seus últimos doze Tu-124 no dia 21 de Janeiro de 1980. Os Tu-124 continuaram em operação por alguns anos na Força Aérea Soviética e no Iraque, mas todas as aeronaves foram aposentadas até 1990. As aeronaves que estavam no Iraque foram destruídas no início da década de 1990 devido a Guerra do Golfo.
Vários Tu-124 foram preservados. Um está no museu da Companhia de Manufatura de Aeronaves Estatal de Kharkiv (anteriormente a Fábrica nº 35, fabricante do Tu-124), outro está no museu de aviação de Datangshan em Pequim, China e outro no Museu Central da Força Aérea, perto de Moscou Um Tu-124K está em exibição no Aeroporto Internacional Indira Gandhi e próximo ao Museu Estatal de Lucknow Zoo. Uma sexta aeronave está localizada no Museu Aeronáutico de Ulyanovsk no Oblast de Ulianovsk, Rússia. 

### Competição com o COMECON
A Alemanha Oriental tentou competir com o COMECON com seu projeto quadrimotor designado Baade 152. O projeto não foi bem sucedido, levando a Interflug a comprar o desenvolvimento do Tu-124, o Tupolev Tu-134.

## Variantes
Tu-124/Tu-124V
Primeira versão de produção. As demandas internacionais eram pequenas, pois a maior parte estava esperando adquirir o Tupolev Tu-134.
Tu-124B
Três protótipos com motores D-20P-125, construídos em 1963.
Tu-124K/Tu-124K2
Configuração VIP operado por militares do Iraque e da China, além da Força Aérea Indiana.
Tu-124Sh-1
Versão militar utilizada para treinamento de navegadores.
Tu-124Sh-2
Versão militar utilizada para treinamento de navegadores.
Tu-127
Versão de transporte militar proposta. Não construído.

## Operadores

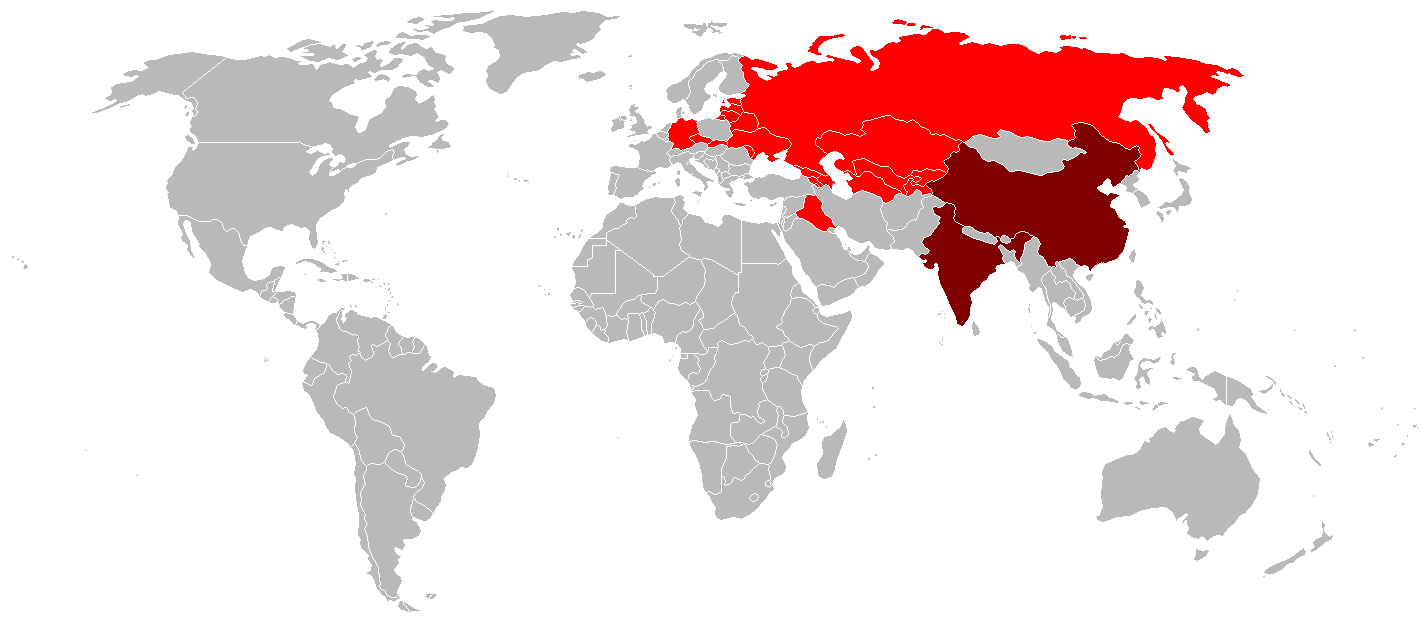
Operadores do Tu-124 (países com operadores apenas militares em vermelho escuro)

### Operadores civis
Checoslováquia
- ČSA

 Alemanha Oriental

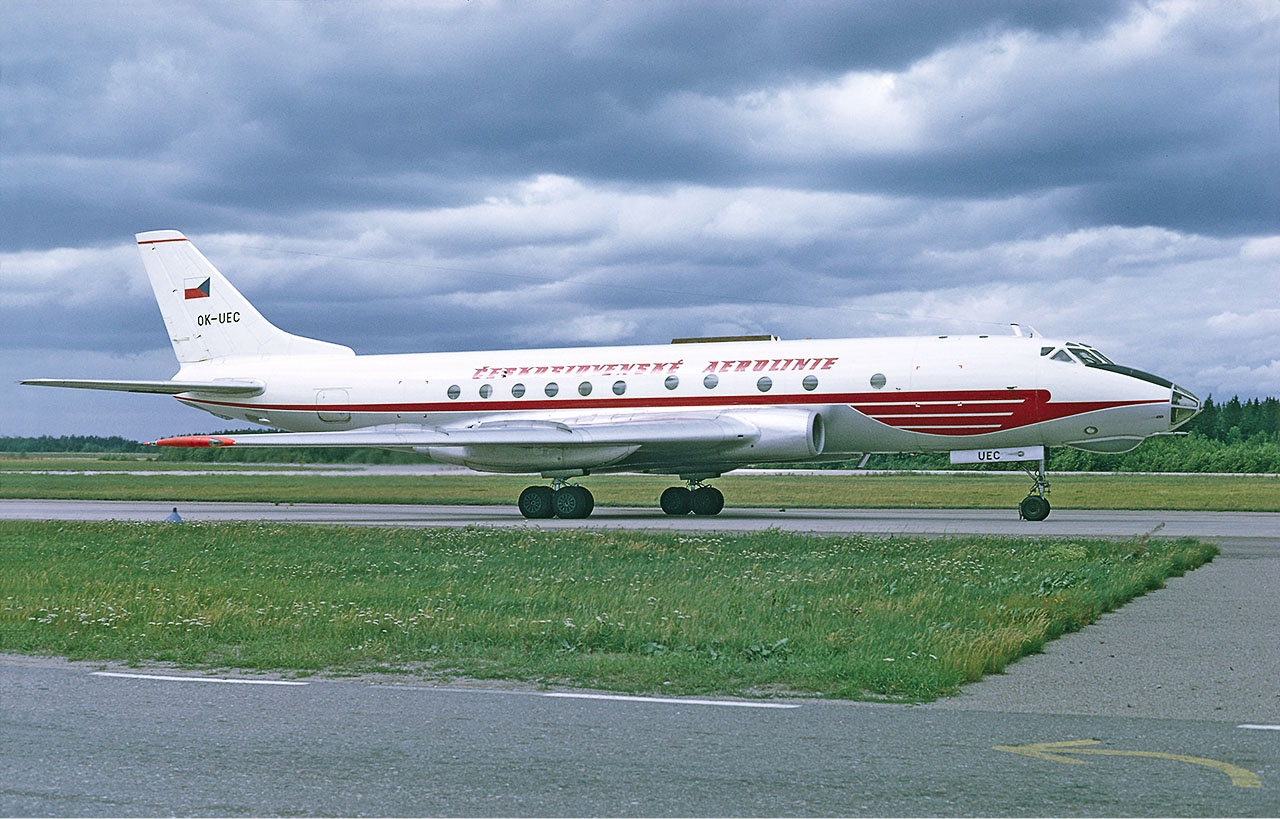
Tu 124 da ČSA

- Interflug (operou nas cores da Interflug, mas era propriedade da Força Aérea do Exército Nacional Popular)

 Iraque
- Iraqi Airways

 União Soviética
- Aeroflot

### Operadores militares
China
- Força Aérea do Exército Popular de Libertação

 Checoslováquia
- Força Aérea Checa

 Alemanha Oriental
- Força Aérea do Exército Nacional Popular

 Índia
- Força Aérea Indiana  (três Tu-124K)

 Iraque
- Força Aérea do Iraque

 União Soviética
- Força Aérea Soviética

## Acidentes e incidentes
Um total de 14 Tu-124 foram destruídos em acidentes durante a carreira operacional da aeronave; outras duas aeronaves da Iraqi Airways foram destruídas em solo durante a Guerra do Golfo.
| Data                   | Matrícula   | Local                                 | Operador              | Mortes     | Descrição | Referências |
| ---------------------- | ----------- | ------------------------------------- | --------------------- | ---------- | --- | ----------- |
| 21 de agosto de 1963   | CCCP-45021  | Leningrado, União Soviética           | Aeroflot              | 0/52       | A aeronave amerrisou no Rio Neva em Leningrado após acabar o combustível. A tripulação estava distraída com problemas no trem de pouso. Todos os ocupantes da aeronave sobreviveram à queda. | [ 11 ]      |
| 8 de março de 1965     | CCCP-45028  | Kuibyshev, União Soviética            | Aeroflot              | 30/39      | A aeronave, operando o voo 513, se acidentou após a decolagem do Aeroporto de Kuibyshev em um voo para Rostov, após os pilotos perderem controle a uma altitude de 40 a 50 metros. | [ 12 ]      |
| 11 de novembro de 1965 | CCCP-45086  | Murmansk, União Soviética             | Aeroflot              | 32/64      | A aeronave, operando o voo 99, caiu em um lago congelado após o piloto ter se confundido com luzes em solo pensando que era as luzes do aeroporto. | [ 13 ]      |
| 7 de março de 1968     | CCCP-45019  | Volgogrado, União Soviética           | Aeroflot              | 1/49       | A aeronave, operando o voo 3153, se acidentou na decolagem após o piloto ativar inadvertidamente os spoilers. | [ 14 ]      |
| 29 de janeiro de 1970  | CCCP-45083  | Murmansk, União Soviética             | Aeroflot              | 11/38      | Operando com o voo 145, a aeronave se acidentou em um morro durante a aproximação, matando 5 pessoas no impacto; outras seis morreram devido a temperaturas baixas enquanto esperavam por resgate. | [ 15 ]      |
| 18 de agosto de 1970   | OK-TEB      | Zurique, Suíça                        | Czech Airlines        | 0/20       | A aeronave, operando o voo 744, pousou "de barriga" após o piloto, preocupado com um problema no sistema de pressurização, não ter ouvido o comando de estender o trem de pouso. | [ 16 ]      |
| 2 de setembro de 1970  | CCCP-45012  | Próximo a Dnipro, União Soviética     | Aeroflot              | 37/37      | A aeronave, operando o voo 3630, estava a uma altitude de 9 000 m (29 500 ft) cerca de 40 minutos após a decolagem quando a tripulação perdeu o controle da aeronave e se acidentou. A razão da perda de controle é desconhecida. | [ 13 ]      |
| 20 de novembro de 1973 | CCCP-45031  | Cazã, União Soviética                 | Aeroflot              | 0          | Varou a pista no pouso. | [ 17 ]      |
| 16 de dezembro de 1973 | CCCP-45061  | Próximo a Moscou, União Soviética     | Aeroflot              | 51/51      | A aeronave, operando o voo 2022, estava a uma altitude de 8 000 m (26 200 ft) quando teve um curto circuito no sistema do compensador do profundor, causando um movimento do compensador que levou os profundores em uma atitude de descida, fazendo com que a aeronave mergulhasse e entrasse em parafuso. Apesar da tripulação ter sido capaz de recuperar o controle da aeronave a uma altitude de cerca de 2 000 m (6 560 ft), perderam o controle novamente devido a falha dos instrumentos após a entrada em parafuso, se acidentando. | [ 18 ]      |
| 23 de dezembro de 1973 | CCCP-45044  | Próximo a Vinniki, União Soviética    | Aeroflot              | 17/17      | A aeronave, operando o voo 5398, sofreu danos em uma das turbinas de seu motor; a vibração do motor desbalanceado fez com que uma mangueira de combustível se rompesse, causando um fogo incontrolável em voo. | [ 19 ]      |
| 3 de janeiro de 1976   | CCCP-45037  | Moscou, União Soviética               | Aeroflot              | 61/61 (+1) | A aeronave, operando o voo 2003, se acidentou após falha nos instrumentos e perder o controle. Uma pessoa no solo também morreu quando a aeronave caiu sobre várias casas. | [ 20 ]      |
| 5 de novembro de 1977  | V643        | Próximo a Jorhat, Índia               | Força Aérea Indiana   | 5/10       | Um dos três aviões da versão Tu-124K, denominado Pushpak Rath (Biga Floral), se acidentou em um campo próximo ao Aeroporto de Jorhat, Assam. O Primeiro Ministro Indiano da época, Morarji Desai, estava a bordo e sobreviveu, apesar de cinco membros da tripulação falecerem devido a queda. | [ 21 ]      |
| 1977                   | 53 vermelho | Aeroporto de Lugansk, União Soviética | Força Aérea Soviética | 0          | Pousou "de barriga" após os pilotos esquecerem de baixar o trem de pouso. | [ 22 ]      |
| 29 de agosto de 1979   | CCCP-45038  | Próximo a Kirsanov, União Soviética   | Aeroflot              | 63/63      | A aeronave, operando o voo 5484, se quebrou em pleno voo uma horas após a decolagem e se acidentou devido a uma extensão inadvertida dos flaps. Este foi o pior acidente envolvendo o Tu-124, e a Aeroflot removeu-o de serviço deste acidente em diante. | [ 23 ]      |
| fevereiro de 1991      | YI-AEY      | Bagdá, Iraque                         | Iraqi Airways         | 0/0        | Destruído por bombas durante a Guerra do Golfo. | [ 24 ]      |
| fevereiro de 1991      | YI-AEL      | Bagdá, Iraque                         | Iraqi Airways         | 0/0        | Destruído por bombas durante a Guerra do Golfo. | [ 25 ]      |